# Oncosiphon suffruticosum
Oncosiphon suffruticosum là một loài thực vật có hoa trong họ Cúc. Loài này được (L.) Källersjö mô tả khoa học đầu tiên năm 1988.